# Cryptaspidia fasciata
Cryptaspidia fasciata är en insektsart som beskrevs av William D. Funkhouser. Cryptaspidia fasciata ingår i släktet Cryptaspidia och familjen hornstritar. Inga underarter finns listade i Catalogue of Life.